# Merary Villegas Sánchez
Merary Villegas Sánchez (20 de abril de 1987) es una política mexicana, miembro del partido Movimiento Regeneración Nacional (Morena). Es diputada federal a partir de 2018, reelecta al cargo en 2021.

## Biografía
Merary Villegas Sánchez es pasante de Licenciatura en Enfermería egresada de la Universidad Autónoma de Sinaloa, ejerció dicha profesión de 2012 a 2015 en instituciones pertenecientes a la Secretaría de Salud de Sinaloa.
En 2015 inicia su militancia en Morena y es electa diputada al Congreso del Estado de Sinaloa, a la LXII Legislatura local, y en donde se desempeña como integrante de la Junta de Coordinación Política; secretaria de la comisión de Salud y Asistencia Social; y como vocal de las comisiones de Ciencia y Tecnología; de Ecología; y, de Comunidades y Asuntos Indígenas.
En 2018 fue precandidata de Morena a la presidencia municipal de Culiacán, pero no logró la candidatura,; siendo en cambio postulada candidata a diputada federal por el Distrito 7 de Sinaloa. Electa a la LXIV Legislatura de 2018 a 2021, en la Cámara de Diputados ocupó los cargos de integrante de las comisiones de Atención a Grupos Vulnerables; y, de Radio y Televisión.
Postulada a la reelección por el mismo distrito electoral en 2021, triunfo en dicha elección siendo nuevamente diputada a la LXV Legislatura de 2021 a 2024, y ocupando en esta ocasión los puestos de secretaria de la comisión de Desarrollo y Conservación Rural, Agrícola y Autosuficiencia Alimentaria; y de integrante de las comisiones de Igualdad de Género; y de Turismo.